# عزلة زبيد (الحديدة)

تعديل مصدري - تعديل

عزلة زبيد هي إحدى عزل مديرية زبيد في محافظة الحديدة اليمنية ويبلغ تعداد سكانها 28037 نسمة حسب التعداد السكاني في اليمن لعام 2004.